# Marko Soldo
Marko Soldo (Ljubuški, 22 novembre 2003) è un calciatore bosniaco naturalizzato croato, centrocampista dell'Osijek e della nazionale Under-21 croata.

## Carriera
Cresciuto nel settore giovanile del Široki Brijeg, nel 2020 si trasferisce alla Dinamo Zagabria, con cui il 16 dicembre 2021 firma il primo contratto professionistico. Nel gennaio del 2023 passa a titolo temporaneo al Sebenico; il 14 luglio seguente si trasferisce in prestito all'HNK Gorica. Il 18 gennaio 2024 prolunga con la Dinamo fino al 2028; al termine della stagione non viene riscattato dai Goričani.
Il 26 giugno 2024 viene acquistato dall'Osijek, con cui firma un triennale; con i biancoblù si mette fin da subito in mostra come uno dei migliori giocatori del campionato.

## Statistiche

### Presenze e reti nei club
Statistiche aggiornate al 16 gennaio 2025.
| Stagione        | Squadra            | Campionato      | Campionato | Campionato | Coppe nazionali | Coppe nazionali | Coppe nazionali | Coppe continentali | Coppe continentali | Coppe continentali | Altre coppe | Altre coppe | Altre coppe | Totale | Totale |
| Stagione        | Squadra            | Comp            | Pres       | Reti       | Comp            | Pres            | Reti            | Comp               | Pres               | Reti               | Comp        | Pres        | Reti        | Pres   | Reti   |
| --------------- | ------------------ | --------------- | ---------- | ---------- | --------------- | --------------- | --------------- | ------------------ | ------------------ | ------------------ | ----------- | ----------- | ----------- | ------ | ------ |
| 2021-2022       | Dinamo Zagabria II | 2.HNL           | 12         | 0          | -               | -               | -               | -                  | -                  | -                  | -           | -           | -           | 12     | 0      |
| 2022-gen. 2023  | Dinamo Zagabria    | 1.HNL           | -          | -          | CC              | 1               | 0               | UCL                | -                  | -                  | SC          | -           | -           | 1      | 0      |
| gen.-giu. 2023  | Sebenico           | 1.HNL           | 15         | 0          | CC              | 3               | 0               | -                  | -                  | -                  | -           | -           | -           | 18     | 0      |
| 2023-2024       | HNK Gorica         | 1.HNL           | 34         | 3          | CC              | 3               | 0               | -                  | -                  | -                  | -           | -           | -           | 37     | 3      |
| 2024-2025       | Osijek             | 1.HNL           | 18         | 4          | CC              | 2               | 2               | UCoL               | 4                  | 0                  | -           | -           | -           | 24     | 6      |
| Totale carriera | Totale carriera    | Totale carriera | 79         | 7          |                 | 9               | 2               |                    | 4                  | 0                  |             | -           | -           | 92     | 9      |